# District du Nord-Est (Singapour)
Le district du Nord-Est (en anglais : North East) est l'un des cinq conseils de développement communautaire (en anglais : Community Development Council) de Singapour issus de la réorganisation de 2001. Le district ne doit pas être confondu avec la région du nord-est, un échelon utilisé pour la planification urbaine.

## Liste des maires
| Période    | Période  | Identité              | Étiquette | Qualité |
| ---------- | -------- | --------------------- | --------- | ------- |
| Avril 2001 | 2009     | Zainul Abidin Rasheed |           |         |
| Mai 2009   | 2017     | Teo Ser Luck          |           |         |
| 2017       | En cours | Desmond Choo          |           |         |